# Peter Kozina
Peter Kozina, slovenski podjetnik, * 19. junij 1876, Dolenja vas, † 21. februar 1930, Ljubljana.
Kozina je bil sprva trgovec in trgovski potnik. Kasneje je skupaj z družabnikom ustanovil podjetje Hietzl&Kozina s sedežem v Ljubljani, ki se je ukvarjalo z izvozom izdelkov domače obrti in čevljev. Leta 1903 je skupaj z novimi družabniki ustanovil podjetje Peter Kozina&CO, ki je leta 1906 začela v Tržiču izdelovati čevlje. Po dograditvi novih proizvodnih obratov je 1917 postal edini lastnik tovarne in jo preimenoval v Peko. Med obema svetovnima vojnama je ustanovil okoli 50 prodajaln. Za zaposlene v tovarni je na Pristavi postavil veliko
stanovanjsko zgradbo, v tovarni pa uredil obrate za ugodne delovne pogoje zaposlenih.